# پیتر گلاسر
پیتر ادوارد گلاسر (متولد ۵ سپتامبر ۱۹۲۳) یک دانشمند آمریکایی و مهندس هوا فضا بود. او به عنوان معاون فناوری پیشرفته رئیس جمهور (۱۹۸۵-۹۴')، خدمت کرد، در شرکت آرتور دی لیتل در کمبریج (ماساچوست)، (۱۹۵۵-۹۴') مشغول شد. پس از آن او به عنوان یک مشاور به شرکت (۱۹۹۴-۲۰۰۵) خدمت کرد. او رئیس مشاوران فضایی (۱۹۹۴-۲۰۰۵) بود. گلاسر در سال ۲۰۰۵ بازنشسته شد.

## واژه‌نامه
1. ↑  Žatec
2. ↑  Eva F. Graf
3. ↑  Peter Edward Glaser
4. ↑  Arthur D. Little
5. ↑  Cambridge
6. ↑  Massachusetts